# Jim Alder
Jim Adler (właśc. James Noel Carroll Alder, ur. 10 czerwca 1940 w Glasgow) – szkocki lekkoatleta maratończyk, mistrz igrzysk Imperium Brytyjskiego i Wspólnoty Brytyjskiej z 1966 oraz medalista mistrzostw Europy w 1969.
Zajął 9. miejsce w biegu na 10 000 metrów na mistrzostwach Europy w 1966 w Budapeszcie.
W tym samym roku zwyciężył w barwach Szkocji w biegu maratońskim oraz zdobył brązowy medal w biegu na 6 mil na igrzyskach Imperium Brytyjskiego i Wspólnoty Brytyjskiej w 1966 w Kingston. Zwycięstwo w maratonie nastąpiło w dramatycznych okolicznościach. Adler jako pierwszy dobiegł do stadionu, ale przez nieuwagę organizatorów wbiegł złym wyjściem i znalazł się na bieżni za następnym zawodnikiem, którym był Bill Adcocks. Wyprzedził jednak na ostatnim okrążeniu Adcocksa i został złotym medalistą.
Na igrzyskach olimpijskich w 1968 w Meksyku nie ukończył maratonu. Zdobył brązowy medal w tej konkurencji na mistrzostwach Europy w 1969 w Atenach, za swym kolegą z reprezentacji Ronem Hillem i Belgiem Gastonem Roelantsem. Startując w barwach Szkocji zdobył srebrny w maratonie na igrzyskach Brytyjskiej Wspólnoty Narodów w 1970 w Edynburgu za Ronem Hillem, który reprezentował Anglię.
Był mistrzem Wielkiej Brytanii (AAA) w maratonie w 1967 oraz brązowym medalistą w 1968 i 1969, a także wicemistrzem w biegu na 10 mil w 1965 i brązowym medalistą w biegu na 6 mil w 1968.
Dwukrotnie, w 1964 i w 1970 ustanawiał rekord świata w biegu na 30 000 metrów do czasu 1:31:30,4.